# Шадие Мюведдет Кадын-эфенди
Шадие́ Мюведде́т Кады́н-эфе́нди (тур. Şadiye Müveddet Kadın Efendi), также Мюведдет Кадын-эфенди (тур. Müveddet Kadın Efendi), после 1949 года — Мюведде́т Чихба́ (тур. Müveddet Çıhba; 12 октября 1893 года, Адапазары или Дербент — 1951 год, Стамбул) — вторая жена (кадын-эфенди) последнего османского султана Мехмеда VI Вахидеддина и мать его единственного сына Мехмеда Эртугрула-эфенди.

## Биография

### Происхождение
Турецкие историки Недждет Сакаоглу и Чагатай Улучай пишут, что Мюведдет родилась в 1893 в Адапазары и по происхождению была черкешенкой. Кроме того, Улучай, а также османист Энтони Олдерсон и турецкий мемуарист Харун Ачба называют точную дату рождения — 12 октября 1893 года.
Придворная дама и мемуаристка Лейла Ачба так пишет о Мюведдет: «Госпожа Мюведдет — высокого роста, с голубыми глазами, волосы светло-каштанового цвета, белокожая красивая женщина. Она, абхазска по происхождению, была дочерью Чихба Давуд-бея и Аише-ханум. Родилась в 1893 году в Дербенте». Лейла добавляет, что в девятилетнем возрасте по настоянию тётки Хабибе-ханум, служившей казначеем в доме Мехмеда Вахидедина, Мюведдет была передана во дворец. Примечательно, что третья жена Мехмеда VI, Невваре, по отцу приходившаяся племянницей Мюведдет, попала во дворец аналогичным образом. Харун Ачба подтверждает версию о происхождении и месте рождения Мюведдет, высказанную Лейлой-ханым, уточняя, что Дербент — деревня близ Измита.
Харун Ачба указывает, что «Шадие́» было именем, данным ей при рождении, тогда как «Мюведде́т» было дано ей во дворце. Он также отмечает, что помимо неё в семье было трое сыновей: Али (1890—19??), Шабан (1895—1960) и Февзи (1897—1953).

### Первый брак
Когда в 1885 году Мехмед женился в первый раз, он поклялся своей единокровной сестре Джемиле-султан, воспитанницу которой, Назикеду, брал в жёны, что больше ни на ком не женится. Однако клятву он не сдержал и в 1905 году женился на Инширах Ханым-эфенди; брак с этой женой был недолог и окончился разводом в 1909 году, поскольку она изводила мужа и окружающих ревностью, постоянно следила за всеми и, кроме того, оказалась бесплодной. Поскольку основной обязанностью жён шехзаде и султанов было рождение сыновей-наследников, а в браке с главной женой у Мехмеда Вахидеддина рождались только дочери и после рождения младшей, Сабихи-султан, Назикеда и вовсе не могла иметь детей, Мехмед решился взять ещё одну жену. В 1910 году мачеха шехзаде Шаесте Ханым-эфенди, проживавшая с пасынком, попросила прислать из султанского дворца трёх молодых служанок; среди прибывших оказалась и Мюведдет. Мехмеду она понравилась, однако, чтобы не повторилась ситуация с Инширах, он почти год наблюдал за девушкой.
В конечном итоге, в 1911 году Мюведдет вышла замуж за шехзаде в ходе скромной церемонии. Сакаоглу, Олдерсон и Харун Ачба пишут, что брак был заключён 25 апреля 1911 года; местом церемонии назван особняк Мехмеда в Ченгелькёе. Главная жена Назикеда была крайне огорчена ещё одним браком мужа, поскольку после ухода Инширах отношения с супругом у неё наладились, однако, как пишет Лейла-ханым, Мюведдет оказалась сдержанной, добросердечной, никогда не вмешивалась в чужие дела и старалась никого не огорчать, поэтому очень быстро между жёнами Мехмеда завязалась дружба. К тому же, Мюведдет выполнила свою главную обязанность: в 1912 году она родила Мехмеду Вахидеддину долгожданного сына, названного Мехмедом Эртугрулом. Кроме того, хорошие отношения у Мюведдет сложились и с дочерьми её мужа Улвие и Сабихой, а также с их детьми, которые называли её «мини-мама» (тур. Mini Anne).
Когда в 1918 году после смерти единокровного брата Мехмеда V Решада Мехмед Вахидеддин взошёл на престол под именем Мехмед VI, Мюведдет получила титул второй жены (кадын-эфенди). Лейла-ханым пишет, что сразу после этого она забрала племянницу Невваре из Ченгелькёя, где она была служанкой, и сделала её своей придворной дамой. Лейла добавляет, поскольку Невваре также была невообразимой красоты, Мюведдет понимала, что рано или поздно султан обратит на неё внимание, поэтому отправила девушку в Долмабахче. Однако это не помогло, и султан пожелал взять Невваре в жёны. Мюведдет умоляла мужа не делать этого, поскольку не смогла бы любить племянницу как раньше, если бы та стала её соперницей. Несмотря на мольбы второй жены на 14 день после восшествия на престол Мехмед VI женился на Невваре.

### Упразднение султаната
1 ноября 1922 года правительство в Анкаре приняло решение о разделении халифата и султаната и упразднении последнего. Сакаоглу пишет, что в первые дни после упразднения султаната Вахидеддин провёл тайные приготовления и 17 ноября 1922 года сбежал, при этом его семья и невольницы, не знавшие о происходящем, остались в гареме дворца Йылдыз беззащитными. Согласно Сакаоглу и Улучаю, заботу о них взял на себя новый халиф Абдулмеджид-эфенди, поселивший женщин брата в покоях дворца в Ортакёе. Однако Лейла Ачба сообщает, что ещё 15 ноября вечером Мехмед вызвал к себе главную жену Назикеду и предупредил её о предстоящем отъезде; позднее он также оповестил о поездке остальных жён и дочерей. Отъезд бывшего султана держался в тайне, поскольку во дворце опасались, что правительство в Анкаре отдаст приказ о казни всей его семьи. В половине восьмого утра 17 ноября Мехмед Вахидеддин покинул дворец; по воспоминаниям Лейлы-ханым, никакого личного прощания с жёнами не было — Мюведдет в числе других домочадцев свернутого султана спустилась в его покои и из окна наблюдала, как Мехмед с небольшой свитой покидает дворец.
18 ноября анкарское правительство потребовало освободить дворец Йылдыз. В качестве места жительства, согласно Лейле-ханым, Абдулмеджид предоставил женщинам дворец Ферие. Поскольку других вариантов не было, женщины Мехмеда VI согласились на переезд. Лейла-ханым пишет, что когда она с другими женщинами прибыла в Ферие, она пришла в ужас от увиденного: в покоях, предназначавшихся главной жене Мехмеда VI, из обстановки были только кровать и табуретка, в комнатах других жён, свиты и слуг не было и этого. Кроме того, Лейла-ханым пишет, что, поскольку правительство не взяло на себя обязательств по содержанию гарема свергнутого султана, женщины голодали; позднее выяснилось, что средства на питание выделялись из казны регулярно, однако из-за интриг управляющей Ферие Махмуре-ханым деньги эти до адресатов не доходили. Помимо скудных средств из казны Мюведдет и её спутницы тратили золото, скопленное ими до свержения султаната. Поскольку содержать большой штат прислуги было нецелесообразно, в течение двух месяцев с позволения башкадын Назикеды из 60 женщин половина покинула дворец. Обитательницам Ферие было запрещено выходить из дворца, как и принимать в нём кого-то извне. Навещать женщин разрешалось только дочерям главной жены и их придворным дамам. Несмотря на это, Харун Ачба сообщает, что узниц навещала бывшая придворная художница Эсмерай-ханым, нарисовавшая портреты женщин, заключённых в Ферие. Также за дворцом был установлен полицейский надзор. В феврале 1923 года женщинам, и без того отрезанным от внешнего мира, запретили писать письма; этот запрет удалось обойти только благодаря тому, что падчерицы Мюведдет и их придворные дамы тайком проносили корреспонденцию в своих одеждах.
12 октября 1923 года в Анкаре было созвано Великое национальное собрание Турции, провозгласившее создание Турецкой республики. К этому моменту моральное состояние обитательниц Ферие было критическим. 15 ноября покончила с собой, выбросившись из окна, одна из придворных дам главной жены Шахесер-ханым, считавшая, что становится обузой для госпожи. Примерно 3 декабря башкадын-эфенди было объявлено, что государство более не может содержать гарем бывшего султана и свиту придётся распустить. 10 служанок были вывезены за ворота Ферие без каких-либо перспектив.
Сама Мюведдет, по данным Харуна Ачбы, весь период заключения в Ферие сильно болела, много плакала и часто говорила о своём сыне, с которым она была разлучена.

### Изгнание, второй брак и смерть
В 1924 году был издан указ о высылке членов династии Османов за пределы страны. 4 марта в 8 утра обитательницы Ферие были собраны в одной из комнат дворца, где им было объявлено, что все члены семьи Мехмеда VI должны покинуть страну; мужчинам давалось 24 часа, женщинам — 10 суток. Те, кто не уедет добровольно в установленный срок, будут выдворены из страны силой. Ранее тем же утром был тайно вывезен из страны халиф Абдулмеджид со своей семьёй. Лейла-ханым пишет, что к этому моменту у обитательниц дворца уже почти не было ни денег, ни драгоценностей, которые можно было продать. 5 марта женщины стали свидетельницами разграбления особняка сына Абдул-Азиза шехзаде Мехмеда Сейфеддина-эфенди, примыкавшего к Ферие; грабёж этот, по словам Лейлы, происходил под руководством полиции. Башкадын-эфенди распорядилась, чтобы оставшиеся ценности спрятали в одеждах. Вечером того же дня надзиравший за дворцом Шукрю-бей самолично открыл двери и впустил толпу для разграбления Ферие. Лейла-ханым отмечает, что хотя самих их не тронули, благодаря храбрости и заступничеству главной жены, в тот день из Ферие вынесли всё, в том числе мебель и личные вещи, кроме тех, что были надеты на самих женщинах.
На следующий день было принято решение об отъезде жён Вахидеддина. Организацией поездки занимались падчерицы Мюведдиет Улвие и Сабиха. С главной женой Мехмеда Вахидеддина, помимо Мюведдет, в изгнание собиралась отправиться также племянница Мюведдет Невваре; самая младшая из жён, Невзад, приняла решение вернуться к родителям. Однако вечером того дня Невваре заболела и, поскольку состояние её не позволяло отправиться в путь, её забрали к себе родители. 7 марта переодевшись в одежду служанок дворец тайно покинула Невзад с двумя женщинами. Отъезд оставшихся жён, их свиты и дочерей был назначен на 10 марта: в Сан-Ремо женщины бывшего султана должны были отправиться по морю, тогда как Сабиха и Улвие покидали Стамбул поездом. 10 марта, как и планировалось, в 9 утра Назикеда и Мюведдет сели на пароход до Италии.
Харун Ачба пишет, что первые годы ссылки Мюведдет провела в Сан-Ремо вместе с мужем. Она часами сидела в одиночестве в саду виллы Магнолия, на которой проживал свергнутый султан с семьёй. Её жизнь была настолько простой и спокойной, что те, кто знал её в этот период, говорили: «Если бы я был на месте этой дамы, клянусь, я бы умер от этого однообразия». Сакаоглу и Улучай пишут, что когда в 1926 году Вахидеддин умер, несколько лет она жила с Эртугрулом в Ментоне, а в 1932 переселилась в Египет. Однако Харун Ачба пишет, что в Ментоне Мюведдет жила с падчерицей Улвие-султан; затем некоторое время она провела в Париже, после чего вернулась к Улвие и какое-то время гостила у Сами Неджиба, сына Медихи-султан. По мнению Харуна Ачбы, в египетскую Александрию Мюведдет переехала в 1929 году.
В Александрии Мюведдет вышла замуж во второй раз — за Эминпашазаде Шакир-бея, который был сыном Эмина-паши и бывшей гёзде (фаворитки) Абдул-Хамида II Джалибос-ханым. Харун Ачба указывает датой заключения брака 2 мая 1932 года. Этот брак окончился разводом в 1936 году, по мнению Ачбы — 28 февраля. Харун Ачба пишет, что причины заключения этого брака неизвестны; он предполагает, что её могли выдать замуж родственники, или же она сама приняла такое решение, чтобы иметь возможность вернуться в Турцию, поскольку, став женой простого бея, она переставала быть членом династии Османов.
Внезапная смерть сына в 1944 году опустошила Мюведдет, она была крайне подавлена. После этого ещё 4 года она провела в Александрии, а затем, в 1948 году, ей разрешили вернуться в Турцию. Первоначально она поселилась в Шишли, однако затем ей были выделены комнаты в особняке Ченгелькёй, который когда-то принадлежал её мужу. 13 июня 1949 года Мюведдет получила турецкое гражданство и взяла свою девичью фамилию. Мюведдет умерла в Ченгелькёе в 1951 году и была похоронена на местном кладбище.

## Комментарии
1. ↑  В различных источниках встречаются варианты фамилии «Чихба»[1][7], «Чыхджы» и «Чифтчи»[1].